# Erastus Henry Lee
Erastus Henry Lee (Southport, 2 de fevereiro de 1916 — Lee, 17 de maio de 2006) foi um engenheiro britânico.